# Venustiano Carranza (Hacienda de Hornos)
Venustiano Carranza (Hacienda de Hornos) es una localidad y ejido del estado mexicano de Coahuila de Zaragoza, constituido en los que fue la antigua hacienda de Santa Ana de Hornos, es la segunda población más antigua de la Comarca Lagunera de Coahuila después de Parras , forma parte del Municipio de Viesca.

## Historia
Lo que hoy es la Venustiano Carranza fue fundada en el siglo XVI por el español Fray Juan Agustín de Espinoza como una misión dirigida por sacerdotes de la Compañía de Jesús con población procedente de la misión de Santa María de Parras, hoy Parras de la Fuente; tras la expulsión de los jesuitas en 1767 la misión fue secularizada y finalmente adquirida por la familia Zuloaga. 
A Leonardo Zuluoga, se le deben los restos de la hacienda que hasta el día de hoy persisten, en 1811 se detuvieron en Santa Ana de Hornos los insurgentes prisioneros encabezados por Miguel Hidalgo e Ignacio Allende, que tras su aprehensión en Acatita de Baján se dirigían a su juicio en Chihuahua.
Tras la independencia de México la hacienda siguió en manos de la familia Zuloaga, hasta el año de 1867 cuando les fue confiscada por el gobierno por haber sido una de las principales familias partidarias del Segundo Imperio Mexicano, tras lo cual se desarrolló definitivamente como una pequeña población, hacia finales del siglo XIX e inicios del siglo XX en Santa Ana de Hornos se estableció una importante fábrica de locomotoras y tranvías, aprovechando el amplio desarrollo de los ferrocarriles durante el gobierno de Porfirio Díaz y que llevó al surgimiento como centro ferrocarrilero de la cercana población de Torreón, y que se convirtió en la principal actividad económica de la población, sin embargo declinó definitivamente tras la Revolución mexicana y la fábrica cerró hacia 1924, existiendo desde entonces el rumor no demostrado de que dicho cierre se debió a la prohibición de fabricar locomotoras en México establecido en el Tratado de Bucareli, firmado entre Estados Unidos y México en 1923.
Tras ello la población se dedicó a la actividad agrícola desarrollada masivamente en La Laguna a partir de 1934 como parte de la reforma agraria promovida por el presidente Lázaro Cárdenas del Río y constituyó un ejido que a partir de entonces recibió el nombre oficial de Venustiano Carranza.
Sin embargo, el desértico clima y la baja productividad de las tierras siempre hizo poco sustentable económicamente el poblado, a mediados de la década de 1980 la población cobró notoriedad por haber sido asesinado uno de sus pobladores por el famoso director de cine mexicano Emilio Fernández, en el transcurso de una filmación en el lugar.
Aquejado por la sequía y la casi nula actividad económica el pueblo languideció y la mayor parte de su población emigró a las grandes ciudades de la Laguna o incluso fuera del país, en 2010 volvió a ser noticia al llevarse a cabo la restauración de su misión, Santa Ana, por parte de una fundación y algunas entidades gubernamentales que buscan con ello propicionar una nueva actividad económica basada en el turismo de aventura, aprovechando otrs atractivos cercanos como las Dunas del Bilbao.

## Localización y demografía
Venustiano Carranza se encuentra localizado en la zona suroeste del estado de Coahuila, en el municipio de Viesca y en la Comarca Lagunera, sus coordenadas geográficas son 25°21′06″N 102°57′23″O / 25.35167, -102.95639 y tiene una altitud de 1 100 metros sobre el nivel del mar, se encuentra en un valle al pie de una de las serranías que recorre en sentido este-oeste el municipio de Viesca y cercana a la corriente del río Aguanaval en su camino a la antigua Laguna de Viesca, su única vía de comunicación es un camino de terracería que la une a la carretera estatal que comunica con las poblaciones de Emiliano Zapata y Viesca, entroncando en las cercanías de Bilbao, este camino tiene una extensión aproximada de diez kilómetros, se encuentra además a unos 65 kilómetros al suroeste de Torreón y a unos 20 al norte de Viesca, la cabecera municipal.
Su clima es sumamente extremoso, estando clasificado como muy seco semicálido, y su temperatura promedio anual es superior a los 20 °C, y la precipitación promedio anual inferior a los 200 mm.
De acuerdo a los resultados del Censo de Población y Vivienda de 2010 realizado por el Instituto Nacional de Estadística y Geografía, Venustiano Carranza (Hacienda de Hornos) tiene una población total de 166 habitantes, de los que 96 son hombres y 70 son mujeres.